# Éric Chelle
Éric Sékou Chelle (Abidjan, 11 november 1977) is een Malinees-Frans voetbalcoach en voormalig voetballer. Sinds mei 2022 is hij bondscoach van Mali.

## Spelerscarrière
Chelle kwam als speler uit voor AC Arles, FC Martigues, Valenciennes FC, RC Lens, FC Istres en Chamois Niortais. Met Valenciennes promoveerde hij in 2005 naar de Ligue 2 en in 2006 naar de Ligue 1. Ook met RC Lens promoveerde hij naar de Ligue 1.
Chelle debuteerde op 12 februari 2003 als Malinees international in een vriendschappelijke interland tegen Guinee. Hij speelde zes interlands.

## Trainerscarrière

### Groupe Sportif Consolat
Na zijn spelersafscheid ging Chelle als assistent-trainer aan de slag bij Groupe Sportif Consolat, dat toen uitkwam in de Championnat National. Na het vertrek van Nicolas Usaï in september 2016 promoveerde hij er tot hoofdtrainer. Chelle evenaarde in het seizoen 2016/17 de vierde plaats van het seizoen daarvoor. Onder Usaï was de club toen op slechts een punt geëindigd van de derde plaats die recht had gegeven op een ticket naar de Ligue 2. Onder Chelle finishte Consolat met evenveel punten als nummer drie Paris FC, maar doordat de Parijzenaars een beter doelsaldo hadden kregen zij het ticket voor de barragewedstrijd tegen Ligue 2-club US Orléans. Na de 1-2-nederlaag tegen Grenoble Foot 38 op 29 september 2017 stapte hij op.

### FC Martigues
In oktober 2017 werd Chelle aangesteld als algemeen manager van FC Martigues, de club waar hij van 1998 tot 2003 actief was als speler. Die functie oefende hij niet lang uit, want amper een maand later werd hij er na het vertrek van Farid Fouzari aangesteld als hoofdtrainer. Chelle parkeerde de club in het seizoen 2017/18 op een zesde plaats in de Championnat National 2. In zijn eerste volledige seizoen als hoofdtrainer van Martigues eindigde hij negende met de club. In het daaropvolgende seizoen stond Martigues vijfde toen de competitie in maart 2020 vroegtijdig werd stopgezet vanwege de coronapandemie. In het seizoen 2020/21 startte Martigues met 16 op 24, maar werd de competitie opnieuw vroegtijdig stopgezet. In mei 2021 kondigde de club het vertrek van Chelle aan.

### US Boulogne
Op 21 mei 2021 werd hij voorgesteld als de nieuwe trainer van de Franse derdeklasser US Boulogne. Op 11 december 2021 werd hij er ontslagen na teleurstellende resultaten. Onder zijn opvolger Stéphane Jobard degradeerde Boulogne op het einde van het seizoen 2021/22 naar de Championnat National 2.

### Mali
In mei 2022 werd Chelle aangesteld als bondscoach van Mali. Hij werd er de opvolger van Mohamed Magassouba, die Mali naar de barrages voor het WK 2022 had geleid maar daarin in het zand beet tegen Tunesië.